# Complexul de clădiri ale fostului gimnaziu de fete (Orhei)
Complexul de clădiri ale fostului gimnaziu de fete este un complex de clădiri amplasat pe str. Vasile Mahu, 162 în Orhei, Republica Moldova. Este un monument arhitectural de importanță națională inclus în Registrul monumentelor Republicii Moldova ocrotite de stat cu nr. 1001 (raionul Orhei). Datează din anii 1830.